# Related by Birth
Pour plus de détails, voir Fiche technique et Distribution.
Related by Birth est un téléfilm comique américain réalisé par Will Mackenzie, sorti en 1994.

## Fiche technique
Sauf indication contraire, les informations mentionnées dans cette section peuvent être confirmées par les bases de données cinématographiques IMDb et Allociné,  présentes dans la section « Liens externes ».
- Titre original : Related by Birth
- Réalisation : Will Mackenzie
- Scénario : Stacey Hur et Heide Perlman
- Musique : Stewart Levin
- Direction artistique :
- Décors : Deborah Madalena-Lloyd
- Costumes : Jane Ruhm
- Photographie : Thomas Marshall
- Son :
- Montage : Douglas Hines
- Production : Richard Sakai et Larina Jean Adamson
  - Production déléguée : James L. Brooks, Howard Gewirtz et Heide Perlman
  - Supervision de la production : Frank Mula
- Sociétés de production : Columbia Pictures Television et Gracie Films
- Sociétés de distribution : ABC
- Pays de production :  États-Unis
- Langue originale : anglais
- Genre : Comédie
- Durée : 25 minutes
- Date de diffusion :
  - États-Unis : 2 juillet 1994

## Distribution
- Margaret Colin : Audie
- Jami Gertz : Lily
- Dan Castellaneta : Warren Morris
- Mark Nassar : Michael Brickman
- Grayson McCouch : Henry